# Carlos Enrique Trinidad Gómez
Carlos Enrique Trinidad Gómez (* 18. März 1955 in Guatemala-Stadt; † 9. Mai 2018 in Quetzaltenango) war ein guatemaltekischer Geistlicher und römisch-katholischer Bischof von San Marcos.

## Leben
Carlos Enrique Trinidad Gómez trat 1978 in das interdiözesane Priesterseminar im Erzbistum Guatemala ein und studierte Philosophie und Theologie am Instituto Salesiano. Er empfing am 22. Dezember 1984 das Sakrament der Priesterweihe für das Erzbistum Guatemala. Von 1993 bis 1995 absolvierte er ein liturgiewissenschaftliches Aufbaustudium in Barcelona. Von 2003 bis 2008 war er Regens des Priesterseminars im Erzbistum Guatemala und von 2007 bis 2008 Pfarrer von Santa Rosa de Lima.
Papst Franziskus ernannte ihn am 4. November 2014 zum Bischof von San Marcos. Die Bischofsweihe spendete ihm der Apostolische Nuntius in Guatemala, Erzbischof Nicolas Thevenin, am 31. Januar des folgenden Jahres. Mitkonsekratoren waren der Erzbischof von Los Altos Quetzaltenango-Totonicapán, Mario Alberto Molina Palma OAR, und sein Amtsvorgänger Álvaro Ramazzini, Bischof von Huehuetenango.